# Loli Kantor

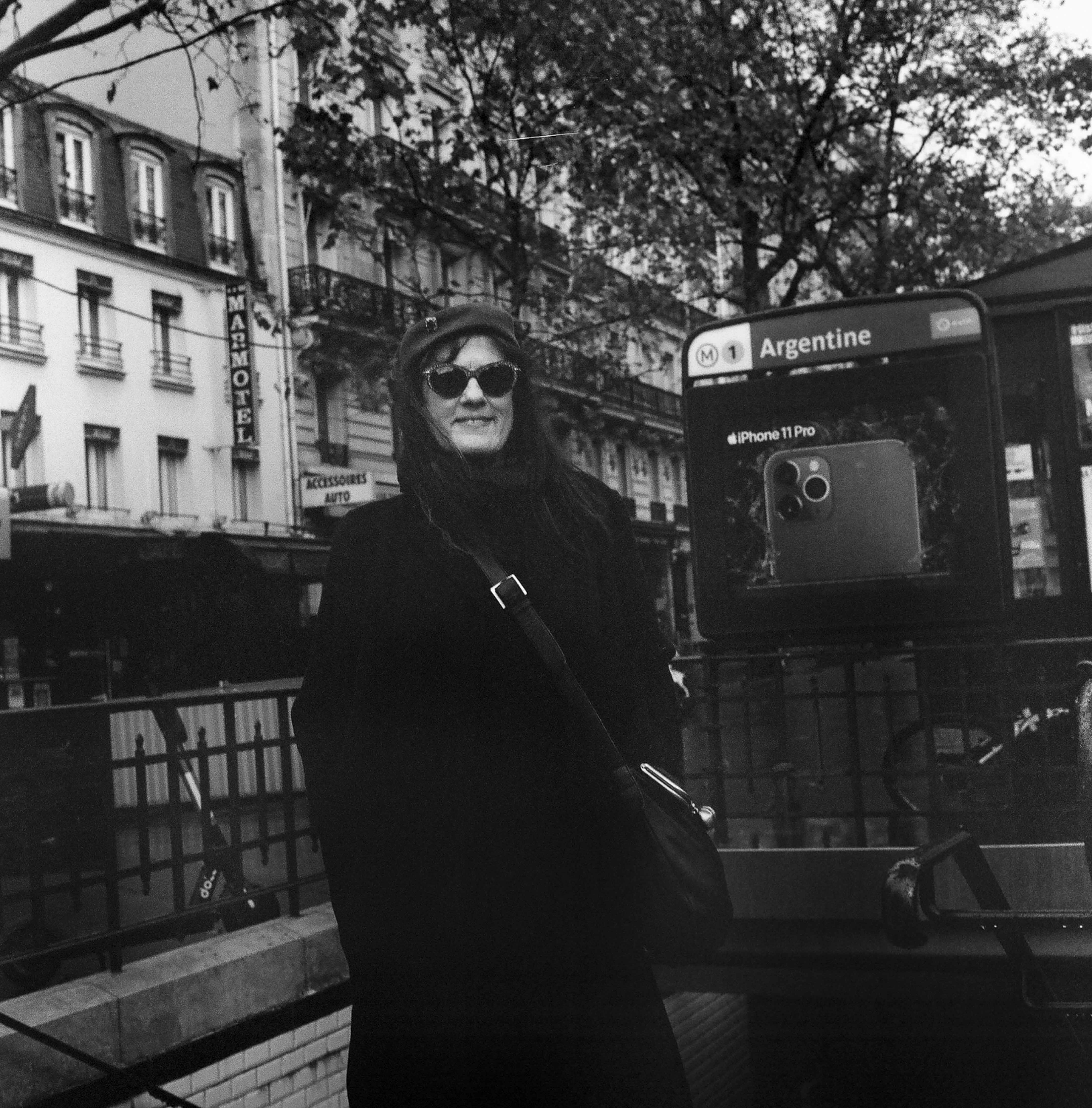
Loli Kantor

Loli Kantor (nascida em 1952) é uma fotógrafa israelo-americana nascida em França.
O seu trabalho encontra-se incluído na colecção do Museu de Belas Artes de Houston e do Harry Ransom Center da Universidade do Texas em Austin.
Kantor é a autora de Beyond the Forest: Jewish Presence in Eastern Europe, 2004-2012.